# Liszajecznik koralkowaty

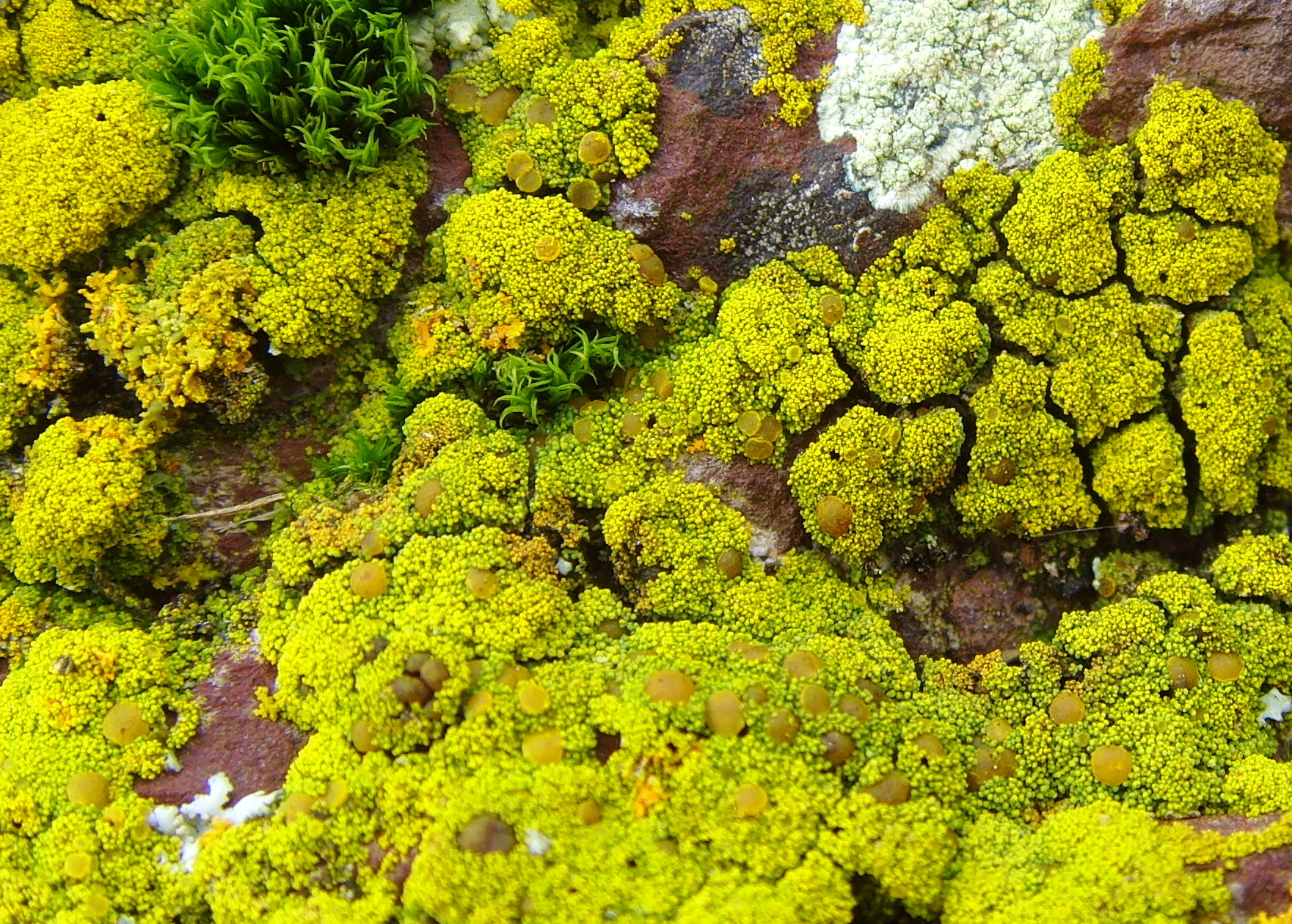
Plecha z apotecjami

Liszajecznik koralkowaty (Candelariella coralliza (Nyl.) H. Magn.) – gatunek grzybów z rodziny Candelariaceae. Znany też jako liszajecznik koralkowy. Ze względu na symbiozę z glonami zaliczany jest do porostów.

## Systematyka i nazewnictwo
Pozycja w klasyfikacji według Index Fungorum: Candelariaceae, Candelariales, Candelariomycetidae, Candelariomycetes, Pezizomycotina, Ascomycota, Fungi.
Po raz pierwszy takson ten zdiagnozował w roku 1875 William Nylander nadając mu nazwę Lecanora coralliza. Obecną, uznaną przez Index Fungorum nazwę nadał mu w roku 1912 Jean-François Magni, przenosząc go do rodzaju Candelariella.
Synonimy nazwy naukowej:
- Candelariella vitellina var. pulvinata (Malbr.) Mereschk. 1913
- Lecanora coralliza Nyl. 1875
- Lecanora vitellina var. pulvinata Malbr. 1868

## Morfologia
Plecha skorupiasta, o grubości do 2 mm, popękana na areolki o szerokości do 5 mm. Ma barwę żółtą lub cytrynową i składa się z kulistych lub poduszeczkowatych i gęsto upakowanych ziarenek zawierających glony protokokkoidalne.
Apotecja występują rzadko, zazwyczaj są wgłębione w plechę, czasami nieznacznie nad nią wystają. Tarczki koliste o średnicy do 1,5 mm i barwie takiej samej jak plecha lub nieco ciemniejszej. Brzeżek początkowo ziarenkowaty, później zanikający. Hypotecjum bezbarwne. Obłocznia ma grubość 65–75 μm, znajdują się w niej proste lub nieco rozgałęzione wstawki o grubości 3–3,5 μm. Zarodniki bezbarwne, o kształcie podłużnym lub  do elipsoidalnym, przeważnie zakrzywione. Mają rozmiar 10–14 × 4,5–6 μm. W jednym worku powstaje po 12–32 zarodników.

## Występowanie i siedlisko
Występuje głównie w Europie i Azji, podano też pojedyncze stanowiska w Andach w Ameryce Północnej oraz w RPA. W Ameryce Północnej jest rzadki. W Polsce występuje w rozproszeniu na niżu i w niższych położeniach górskich.
Rozwija się głównie na kwaśnych skałach i głazach, czasami (rzadko) na porostach naskalnych. Występuje w otwartych, dobrze oświetlonych miejscach.